# 게이세이 전철 AE형 전동차 (2010년 도입)

나리타 스카이액세스 경로도

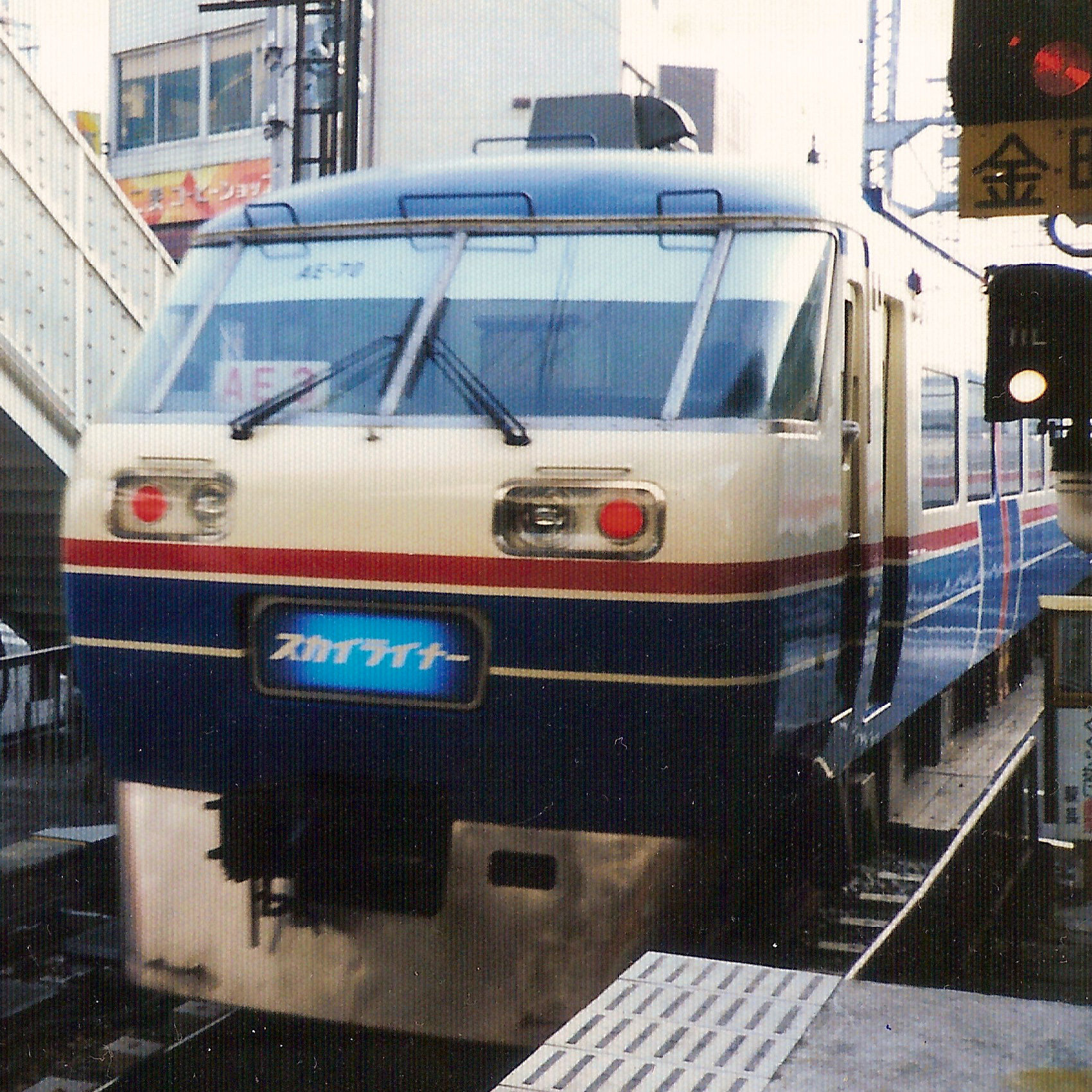
초대 '스카이라이너' AE차

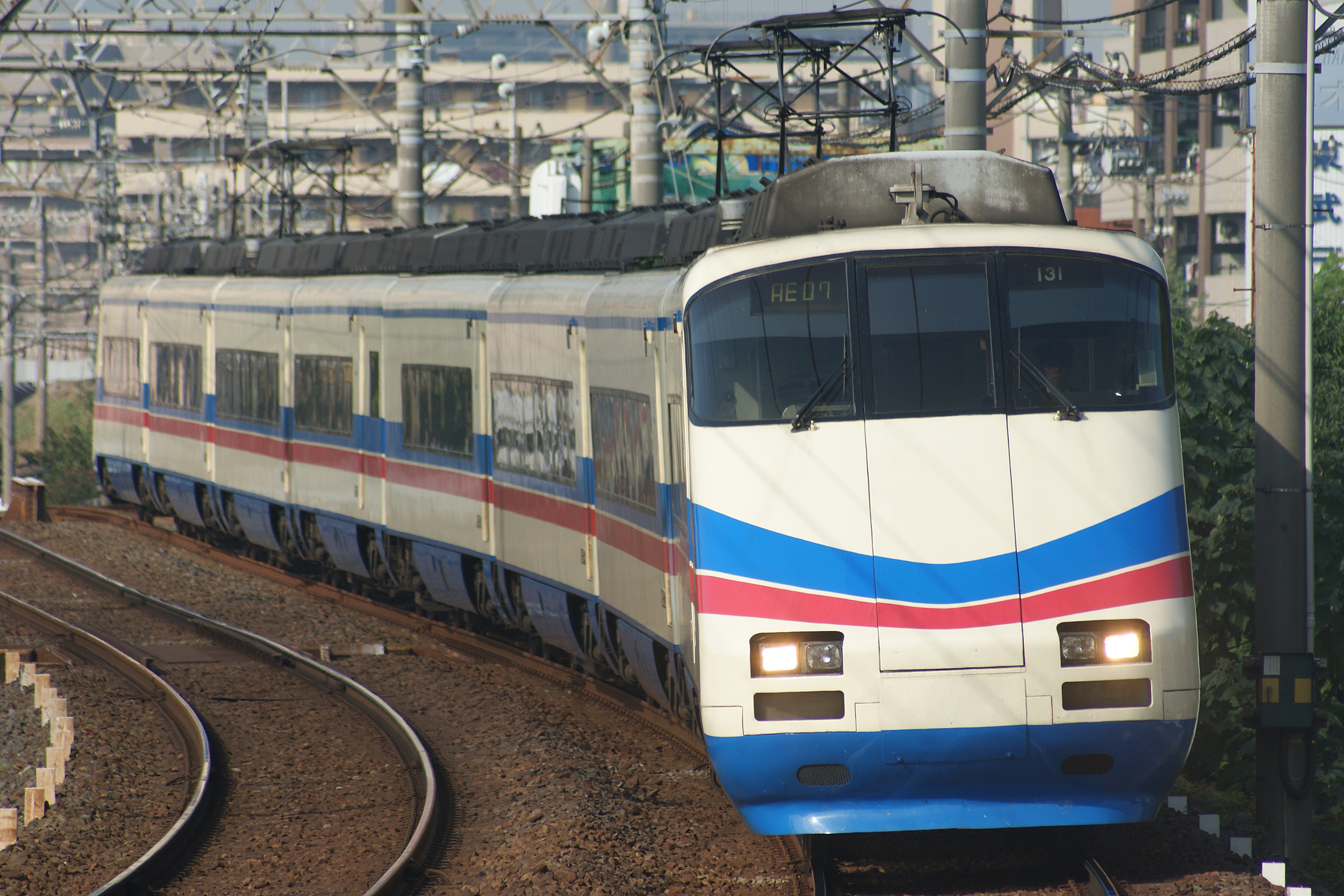
1990년에서 '스카이라이너'에 사용되는 AE100형

게이세이 전철 AE형 전동차(일본어: 京成AE形電車 (2代)는 2010년에 영업 운행을 개시한 게이세이 전철의 특급형 전동차이다. 2010년 굿 디자인 상 및 2011년 데쓰도토모노카이의 블루리본 상을 수상했다.
본 항에서는 아래 특히 속도의 지정 없이 '고속 운전고속 주행'으로 기술한 경우는 최고 속도인 160km/h 주행을 가리킨다.

## 개요

### 제조의 경위
게이세이는 나리타 국제공항(2004년까지는 신도쿄 국제공항, 이하 '나리타 공항'으로 표기)의 연락 수송으로 1972년에 '스카이라이너' 전용 차량으로 AE차를 보유하고 있었다. AE차량은 공항 개항의 지연으로 공항 역의 위치가 좋지 않았기 때문에 개항 후 공항 수송에서의 진가 발휘를 했다고는 할 수 없는 상황이었다.
한편 1971년 4월에는 나리타 신칸센의 기본 계획이 수립되어 1979년 6월에는 나리타 시내에서 공사가 진행되고 있었지만 정작 도심 측의 건설 목표는 서있지 않았다. 나리타 공항 개항 후 1981년에는 나리타 공항 접근을 담당하는 고속 철도의 조사 위원회가 발족되어 1984년에는 3루트 제안 중 호쿠소 개발 철도(당시)을 경유하는 루트가 선정됐다. 그러나 이쪽의 계획도 구체적인 움직임은 없는 상태였다.
그 동안 1991년에는 나리타 신칸센을 위해 마련된 시설을 활용하고 공항 직하로 들어가게 되었지만 그 전년의 1990년 게이세이는 AE100형을 등장시켰다. 이후 동일본 여객철도(JR동일본)가 운행하는 '나리타 익스프레스'와 함께 본격적으로 나리타 공항 접근 수송의 한 축을 떠맡게 되었다.
당분간 그 상태를 유지했지만 1999년에는 다시 호쿠소 철도 호쿠소 선을 경유하는 노선의 실현을 위한 검토 위원회가 출범하면서 2002년에는 시설을 건설·보유하는 사업자가 설립되면서 2010년 개업에 나서게 되었다. 때마침 나리타 공항에서는 2005년에 평행 활주로(B활주로)의 연장으로 대형 여객기의 이착륙 횟수 증가를 도모하는 방침을 정하고 2010년 완공 예정으로 평행 활주로 확장 공사에 착수했다(예정보다 빨리 2009년 10월 22일부터 공용 개시). 활주로 연장의 완성에 따른 연간 발착 횟수가 20만회에서 22만회로 증가하여 나리타 공항 이용자 수는 더욱 늘어날 것으로 전망되었다.
2010년 7월 17일에 개업한 나리타 공항선에서는 최고 속도를 160km/h로 하는 것에 의해 도쿄에서 나리타 공항까지를 30분대로 단축하여 본 노선의 공항 접근 열차를 운행하게 되었으며 게이세이에서도 고속 운전에 대응하는 차량의 도입을 결정하게 되었다.

### 도입 구상에서 발표까지
2004년경부터 신조 계획을 시작했으며 그 해 6월 취임한 제10대 대표 이사 사장인 하나다 쓰토무를 통해 계획의 상세가 밝혀졌다. 회사 전문에서는 이 AE형의 제작비로 약 160억엔을 투자하겠다고 밝혔다.
형식 이름에 대해서는 '공항 접근과 게이세이의 초심 회귀'의 마음을 담은 2대 'AE형'으로 선포했다.
2008년 4월 9일 제국 호텔에서 우에토 아야를 손님으로 맞이하여 공식 발표회가 열렸다. 또한 이날 신스카이라이너 특설 사이트도 개설되었다.
또한 뮤직 호른(보조 경적), 승강 중의 BGM, 차내 방송에서의 멜로디는 철도에 조예가 깊은 뮤지션으로 알려진 무카이야 미노루가 담당했다.

## 편성·차종 구성
기존의 AE100형과 동일한 8량 편성을 기본 편성으로 한다. 전 차량 보통차이다. 장래 10량 편성화도 계획되어 있다.
|                  | ↑ 나리타 공항    |        |      |                                     |
| 호차             | 차종             | 자중   | 정원 | 비고                                |
| 1                | 제어 동력차(M2c) | 37.5 t | 40명 |                                     |
| 2                | 동력차(M1)       | 39.5 t | 56명 |                                     |
| 3                | 동력차(M2N)      | 38.5 t | 56명 |                                     |
| 4                | 동력차(M1')      | 40.0 t | 52명 | 서비스 코너 설비                    |
| 5                | 부수차(T2)       | 33.0 t | 42명 | 화장실·세면소·휠체어 대응 좌석 설치 |
| 6                | 부수차(T1)       | 33.0 t | 56명 |                                     |
| 7                | 동력차(M2S)      | 39.0 t | 56명 |                                     |
| 8                | 제어 동력차(M1c) | 40.0 t | 40명 |                                     |
| ↓ 게이세이우에노 |                  |        |      |                                     |

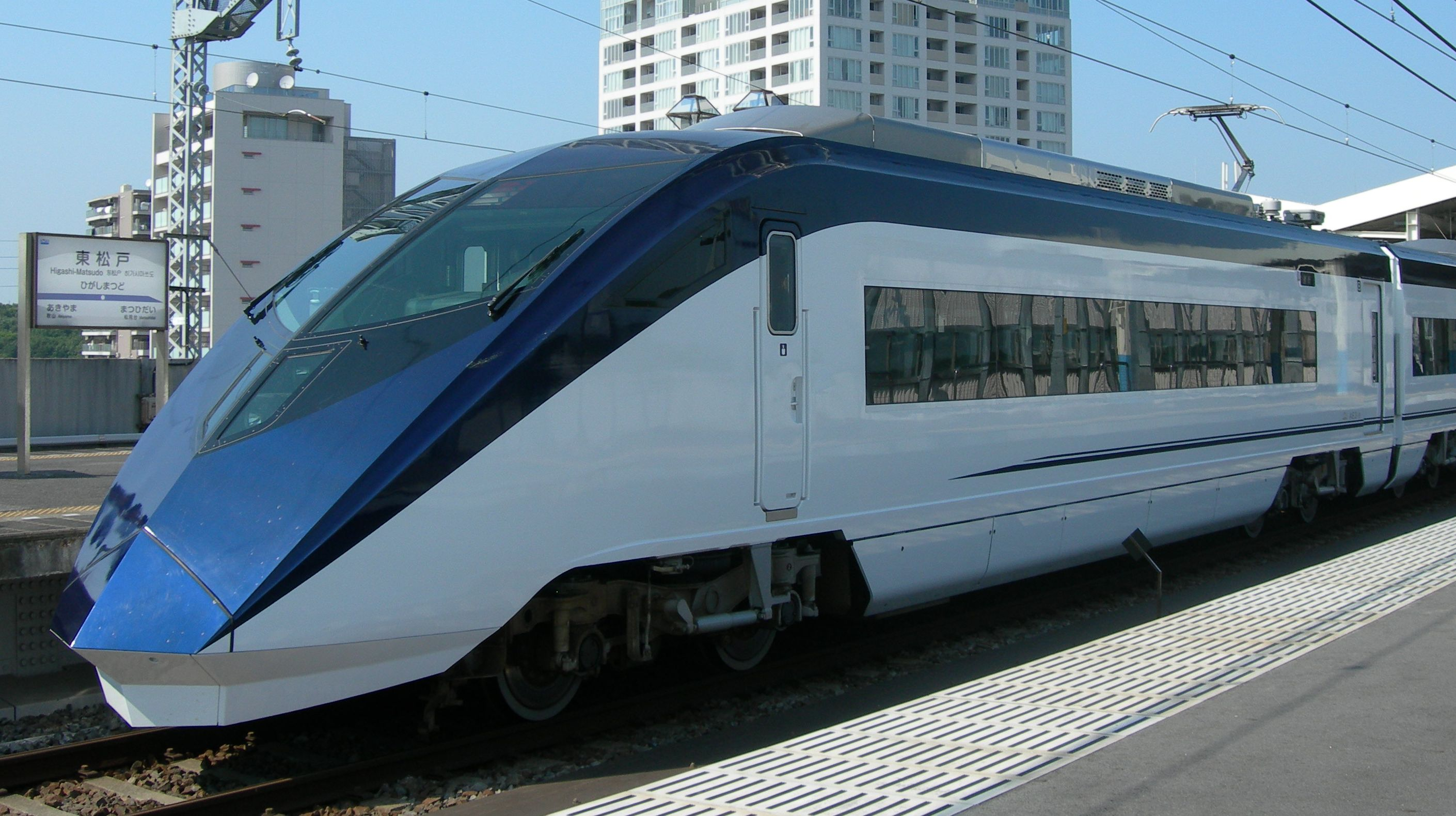
8호차
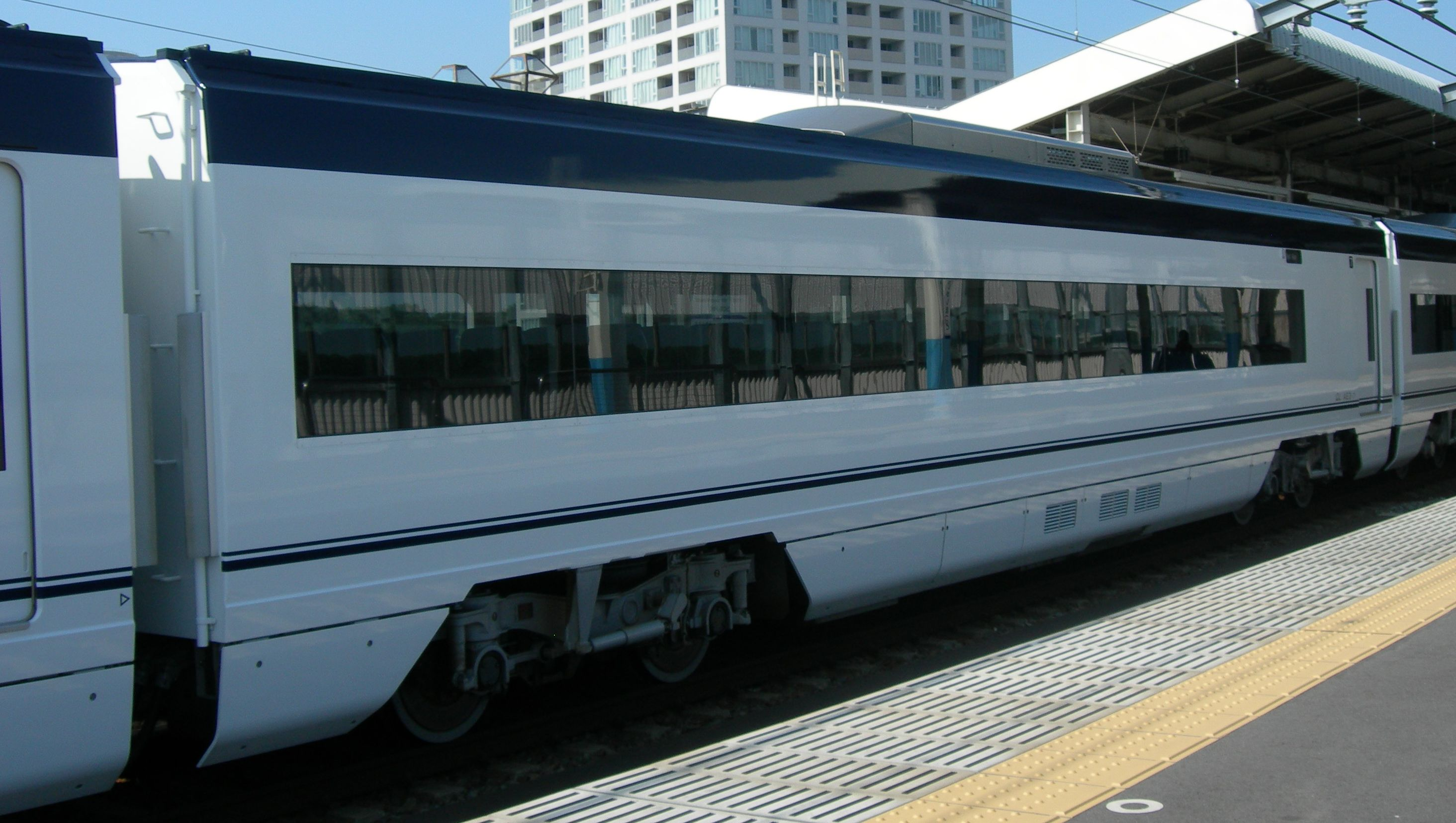
7호차
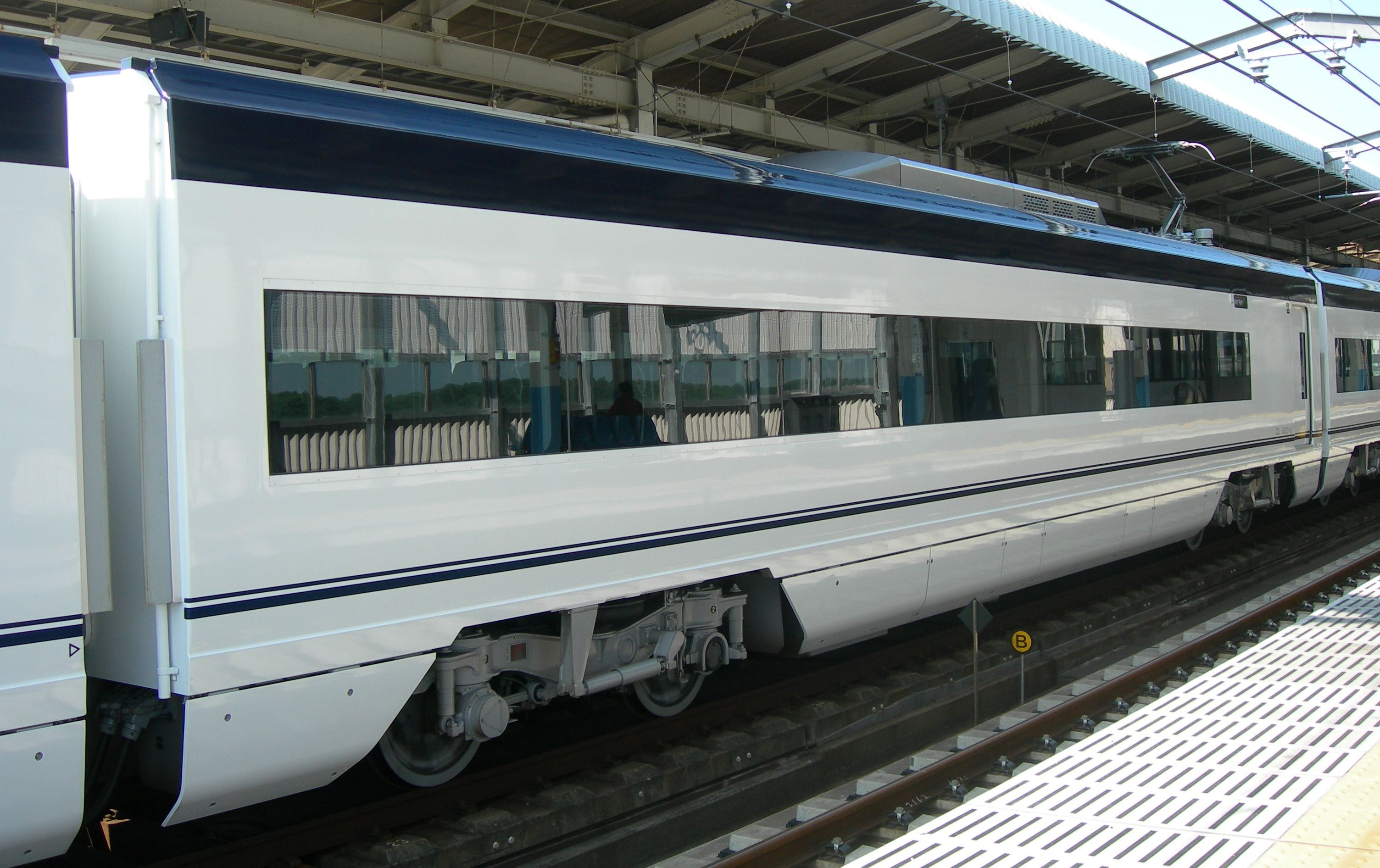
6호차
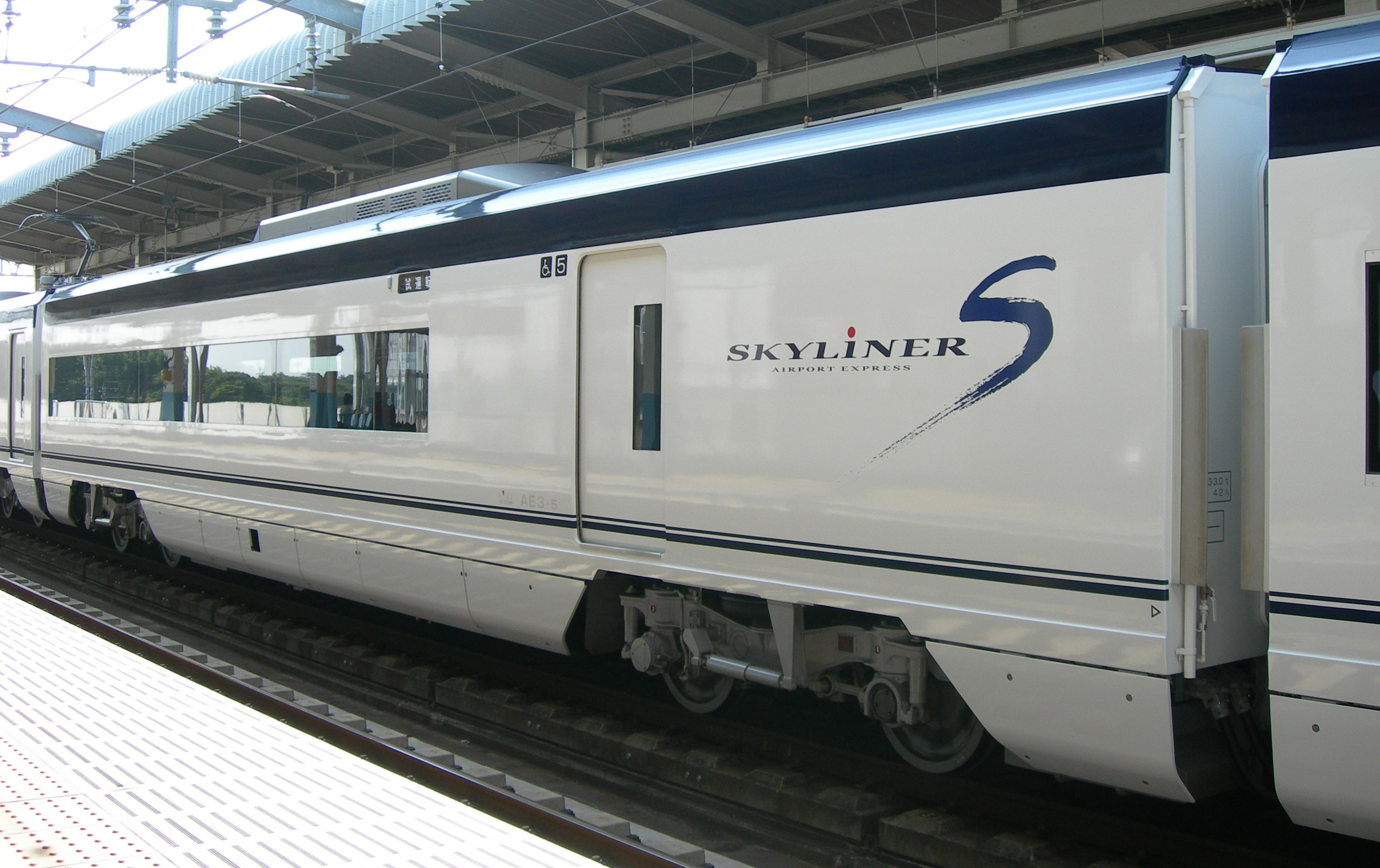
5호차
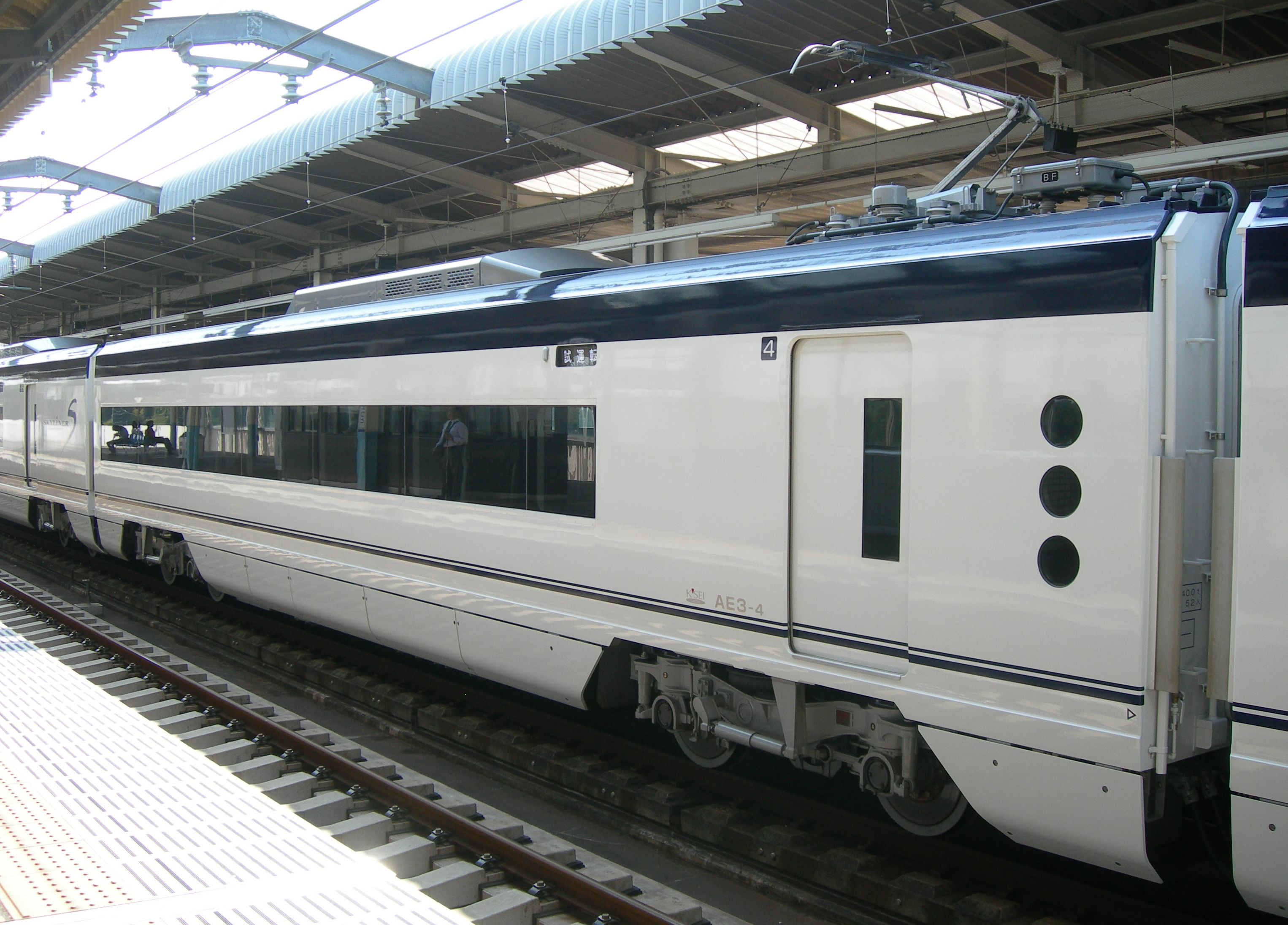
4호차
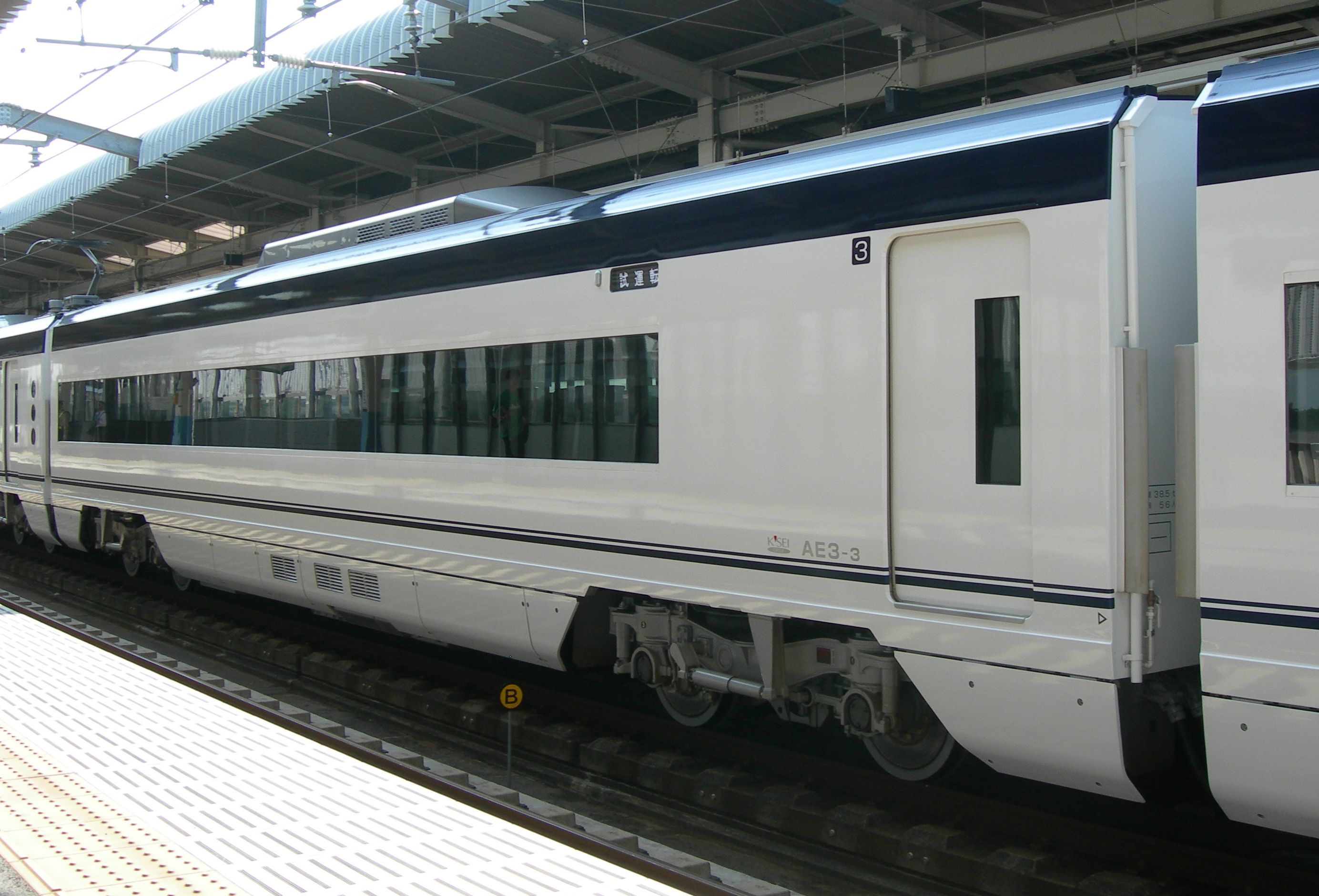
3호차
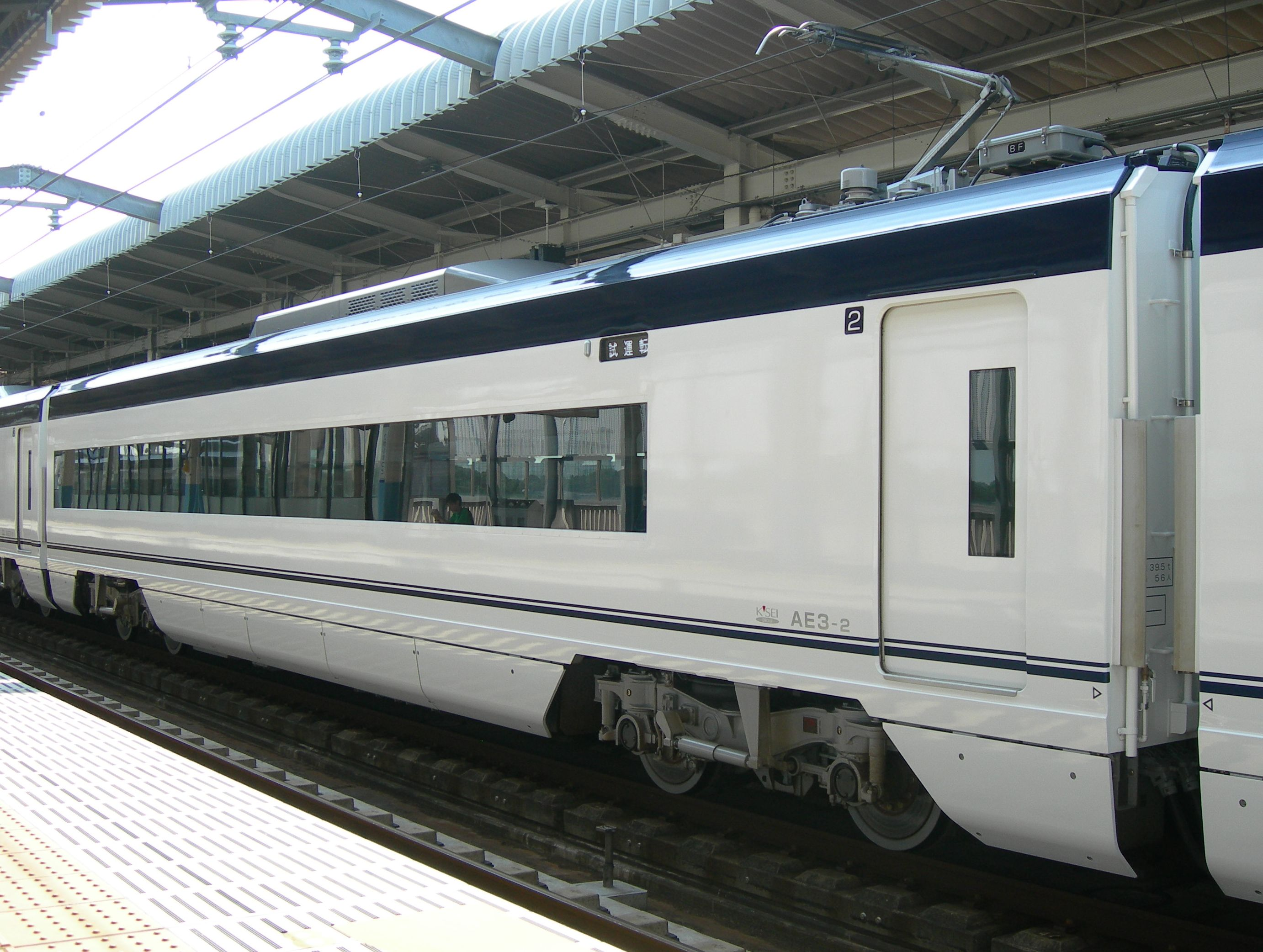
2호차
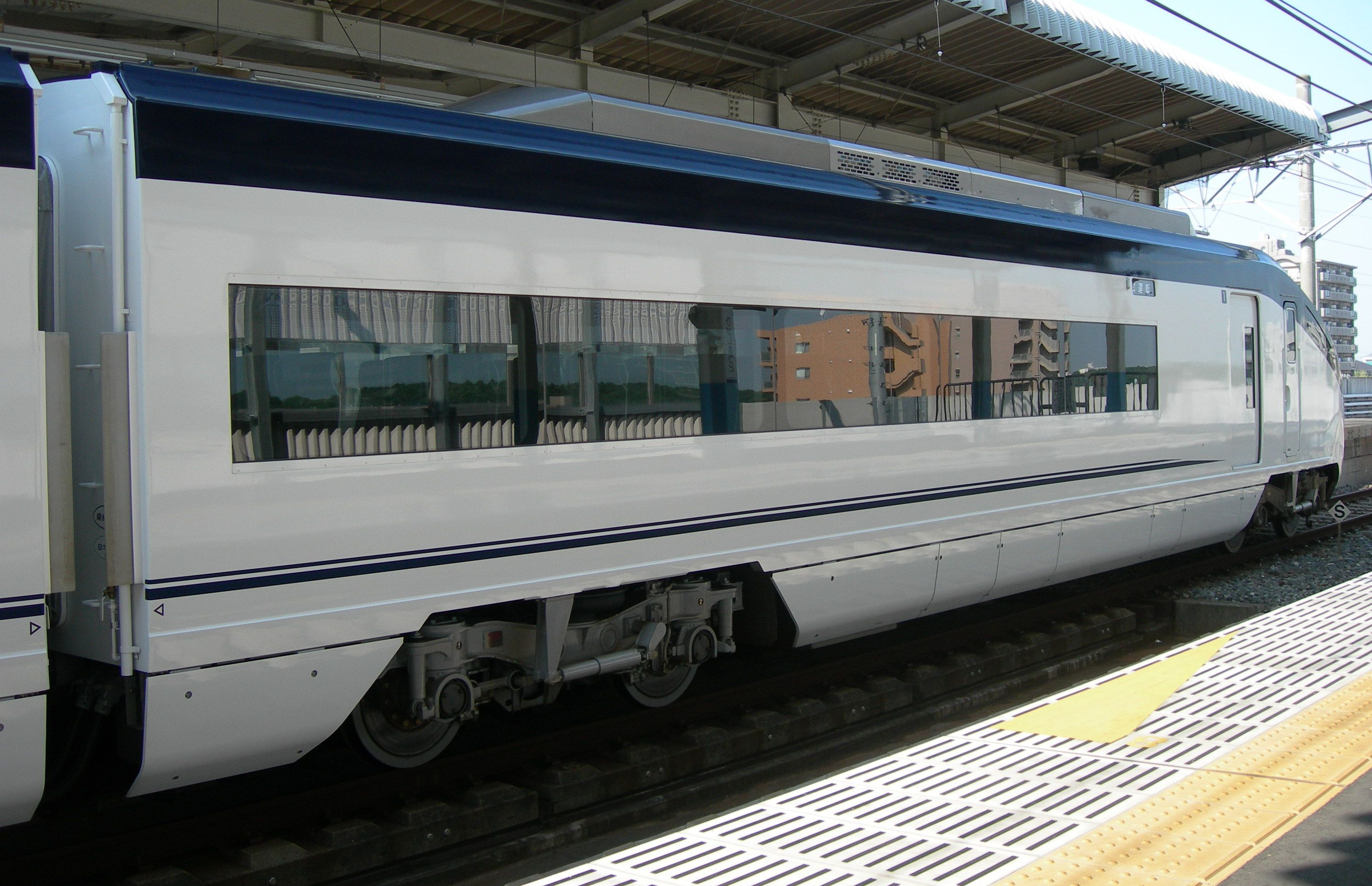
1호차

## 차체

### 디자인 컨셉
차량 디자인이나 신로고 마크의 제정은 패션 디자이너 야마모토 칸사이가 담당했으며 상세한 차량 설계와 인테리어에 대해서는 닛폰 차량제조가, 외장에 대해서는 도큐 차량 제조가 각각 주로 담당했다.
외관 디자인의 주제는 바람은 속도의 상징이자 운송 수단으로서의 역할과 여행으로의 권유를 할 것이라는 생각을 통합한 것으로 공항에 가장 빠른 운송 수단이라는 의미를 담아 '바람'으로 했다. 또한 인테리어 디자인의 주제는 단단한 모습과 본질적인 것을 남긴다는 의미의 말이 있는 공공 공간에 대한 지적인 배려와 투명감·친절과 의미를 담은 '기린'으로 했다.

### 구조

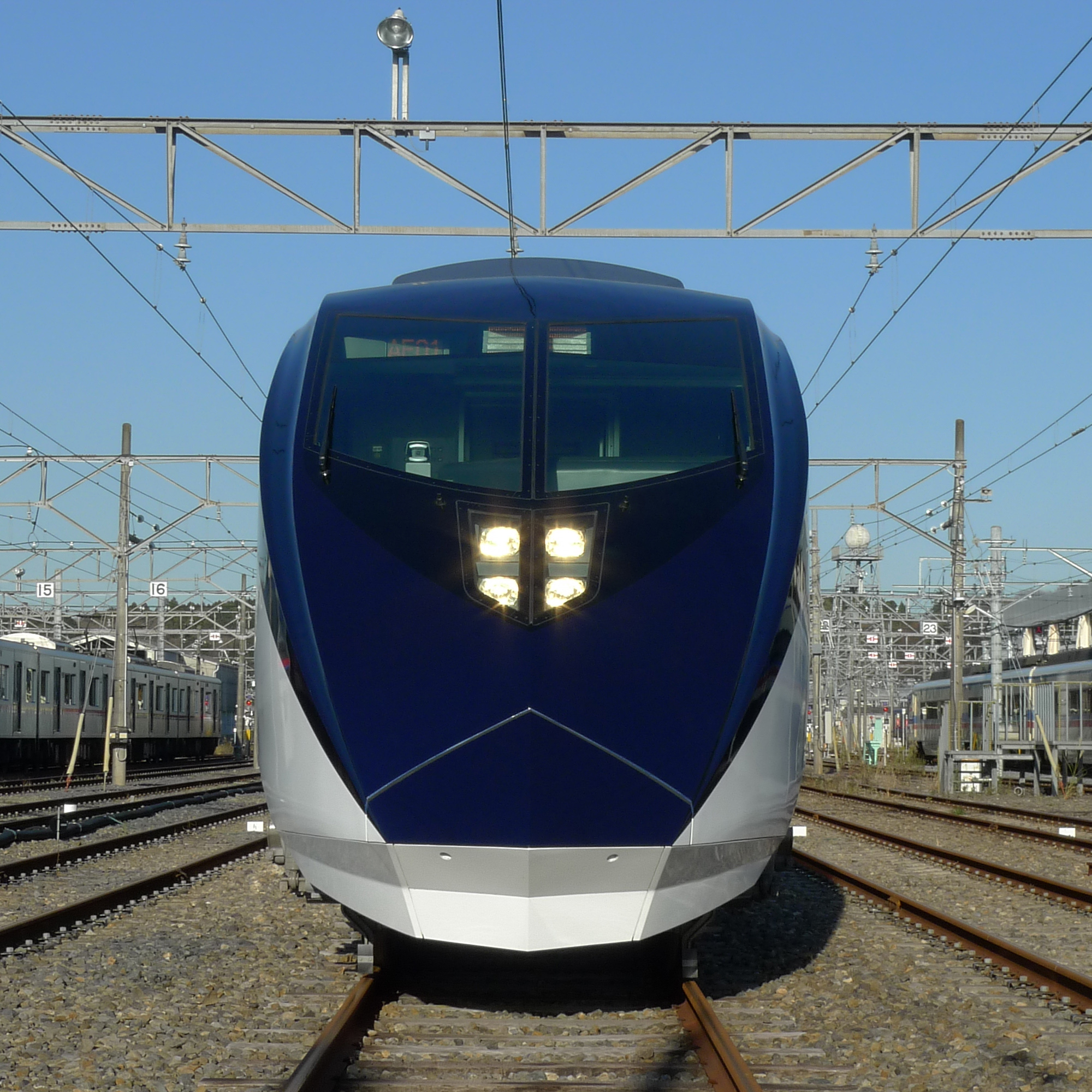
중앙에 4등이 집중 배치된 전조등

기본 구조는 게이세이에서는 1600형 차체 갱신시의 시작차 이후 본격적 채택으로 최초의 알루미늄 합금제 차체에서 중공 압출 단면을 사용한 더블스킨 구조로 경량화를 도모했다. 차체 길이(선두차 19,500 mm, 중간차 19,000 mm)와 바닥의 높이(1,100mm)는 AE100형과 같은 치수이지만 승객용 출입문은 AE100형보다 200 mm 확대한 폭 1,000mm의 단미닫이 출입문으로 고속 주행 중의 터널 돌입시 객실 내의 급격한 기압 변동을 줄이기 위해 승객용 출입문을 실내에서 4개의 실린더로 밀어붙이는 기구를 탑재했다. 도어 엔진은 공기식이다. 또한 공기 조절 장치의 급배기구에도 비슷한 목적으로 셔터를 두고 있다.
또 AE(1972년 도입)형은 인바니혼이다이 역-공항 제2빌딩역간 18.1 km 구간에서 160 km/h 운전을 하기 위한 열차 선별 장치를 탑재하고 있어 전용 차상자에서 지상자로 열차 종별을 송신함으로써 지상 신호기에 GG신호를 표시해 이 차량에 한해 160 km/h 운전을 허용하고 있다.
선두 부분의 형상은 '질풍'을 본뜬 유선형을 채용하고 속도감의 표현 및 고속 주행시의 공력 특성의 관점에서 노즈부를 크게 확보했다. 전조등은 중앙에 4등을 집중 배치하고 있다.
객실 측면 창은 연속창에서 내부를 밝게 만드는 것이기 때문에 면적을 크게 했다. 또한 4호차의 서비스 코너에는 외관상의 경쾌함을 표현하기 위해 현창을 세로로 3개 배치하고 악센트 붙이기를 시도했다.
AE100형과 달리 도영 아사쿠사선으로의 입선은 고려되지 않아 전면 관통문은 설치되지 않았다.
측면 종별·행선 표시기에는 풀컬러 LED가 채용되었다.

### 도장·로고
차체 도색은 AE차와 AE100형에서 채용되었던 글로벌 화이트 휴먼 레드 퓨처 블루를 대신하여 바탕색을 스트리밍 화이트에 윈도 블루의 선을 넣은 2색으로 했다. 이는 '바람'을 연상한 것이다.
윈드 블루는 일본의 전통색이고 남색은 야마모토가 어레인지의 상 메탈릭 톤으로 한 것으로 막판부에서 지붕까지, 또한 선두부 정면에 걸쳐 이 색으로 마감했다. 또한 윈드 블루는 요판부에도 2개의 띠를 넣어 속도감 강조를 노렸다.
로고 마크는 기존에서 일신되어 그동안의 머리 글자만 대문자+소문자 조합인 'Skyliner'에서 'i'를 제외한 모든 문자가 대문자가 되었다. 또한 'SKYLiNER'의 머리 글자 'S'를 상징한 디자인의 글씨가 신로고 마크의 오른쪽 끝에 적혀 있다. 'i'위의 ●는 일본 국기 '일장기'를 나타내고 있으며 이는 일본을 대표하는 공항 특급을 일본 국외에 어필할 목적의 의미도 있다.

### 인테리어

#### 객실
객실내의 천장은 개방감을 주기 위해 바닥에서 2,400 mm로 가능한 높이 취한 돔형이다. 객실 조명은 간접 조명을 게이세이에서 처음으로 채용하여 AE100형과 비교하여 형광등 수를 약 2배로 하는 것으로 조도를 확보하는 동시에 차분한 공간을 연출하는 것을 시도했다.
객실내 바닥은 일본의 전통 무늬인 바둑판 무늬를 응용하여 디자인했다. 덧붙여 '나리타 익스프레스'용 E259계 차량의 객실 바닥이나 보통차 좌석도 바둑판 무늬가 사용되고 있다.
객실 단부의 통로에는 차내 정보 표시기로 영업용 철도 차량에서는 최대인 26인치 액정 디스플레이(LCD)를 채용하고 일본어, 영어, 중국어, 한국어의 4개 언어 표시를 하는 것으로 했다. 또한 운전대에 설치한 카메라를 통해 전면 전망의 풍경을 비추는 것도 가능하다. 도착 직전에는 20개국어로 '고마워'를 표시한다.

#### 좌석

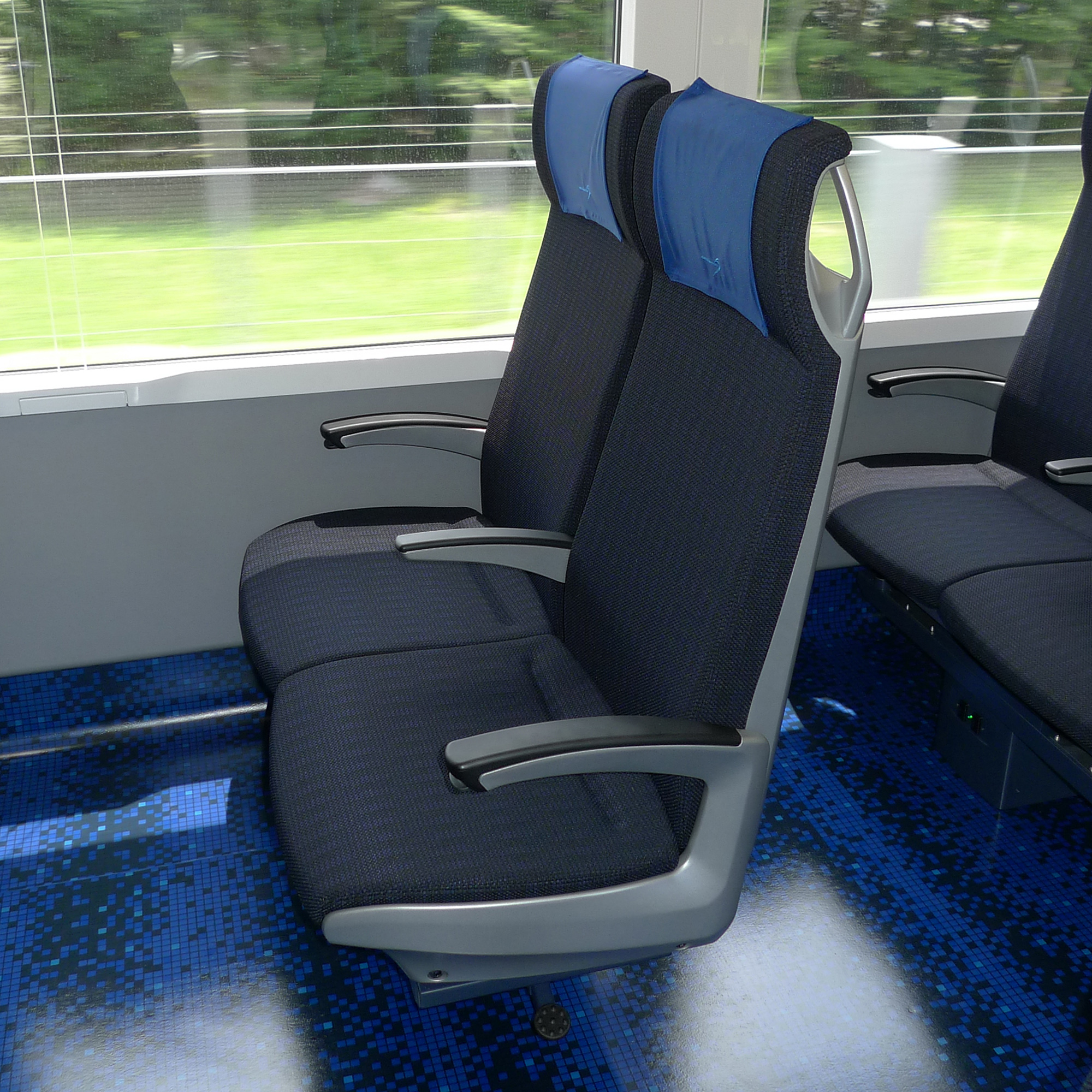
좌석

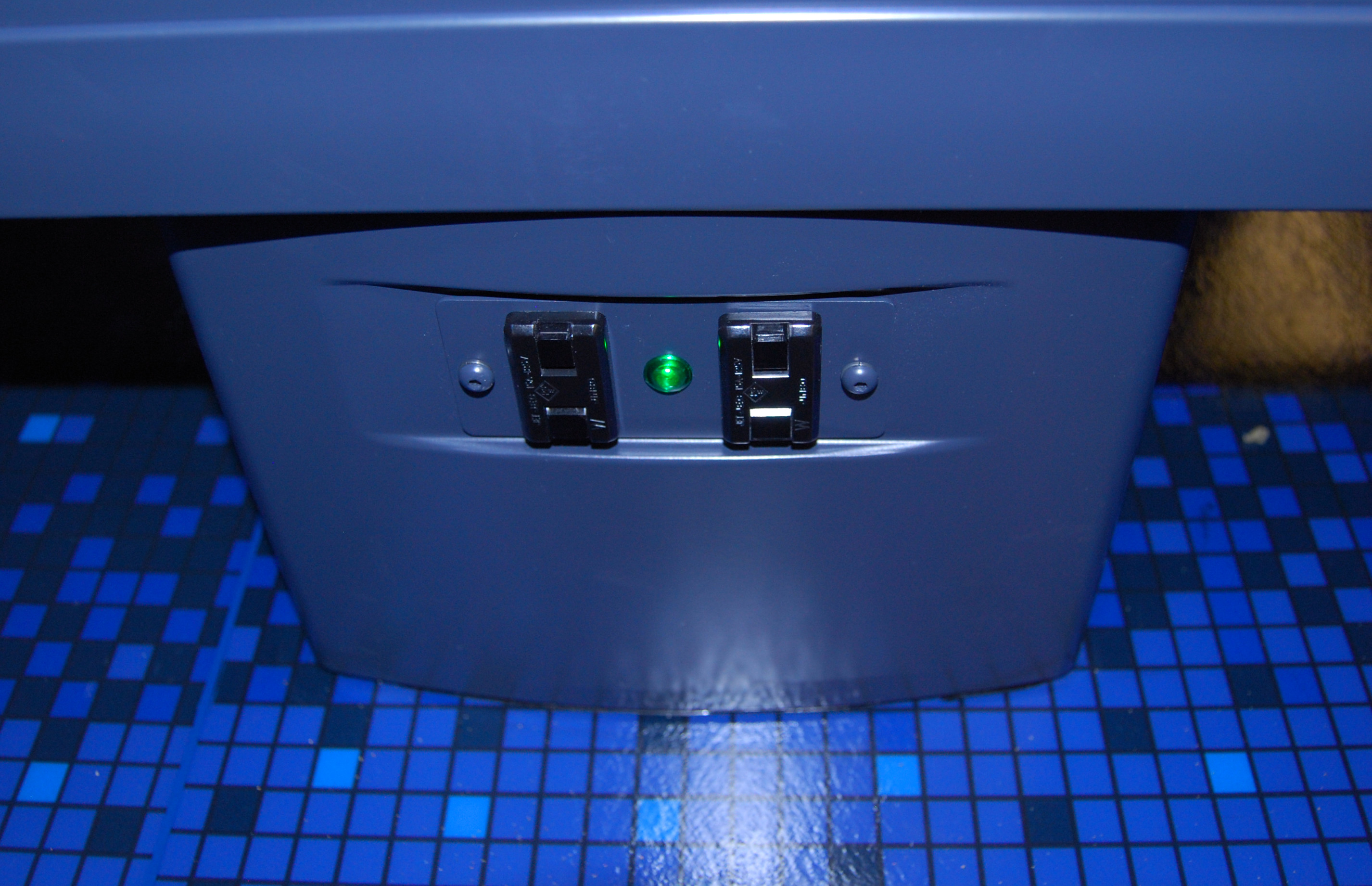
각 좌석 각부에 있는 전원 콘센트

차량의 좌석은 오카무라 제작소가 설계·제작을 담당한 2인용 회전식 리클라이닝 시트로 좌석 간격(시트 피치)을 AE100형과 비교하여 10 mm 넓히고 1,050 mm로, 좌석 폭도 20 mm 확대하고 전후 좌우 두 방향으로 여유를 확보하고 있다.
알루미늄 합금제의 프레임을 사용하고 일부는 프레임을 노출시킴으로써 샤프함을 표현했다. 또한 신축성 1장의 직물로 쿠션 기능을 가진 신소재 '바넷크스'를 영업용 철도 차량에서는 처음으로 채용함으로써 착석시 딱딱함을 없애는 것을 시도했다. 또한 각 좌석 각부의 전후에 노트북과 휴대 전화의 충전 등에 이용하는 것을 고려한 전원 콘센트를 2곳씩 마련했다. 좌석 밑 난방 히터 장치는 현수식으로 함으로써 넓은 발밑 공간을 확보하고 있다.

#### 수하물 보관소
수하물 보관소는 AE100형과 같은 2단식이지만, 폭은 AE100형의 약 2배인 1,500 mm로 확대하여 용적의 증대를 도모하고 있다. 수하물 보관소는 객실에서 직접 볼 수 있도록 배치하는 동시에 폐쇄 카메라를 설치함으로써 새로운 보안도 향상을 도모했다.

#### 그 외의 설비
각 차량의 출입대에는 폐쇄 회로를 설치했으며 승객용 출입문의 발밑에는 주의를 환기하는 의미로 노란 LED를 스텝 라이트로 만들었다. 또한 출입문의 손잡이도 그라데이션 도장이라 하여 상하로 LED를 배치했다. 차내 안내를 위해 필요한 곳에서는 점자나 지도에 의한 안내 표시를 두고 있다.
AE100형과 같이 서비스 코너를 마련했으며 AE100형이 5호차에 설치하고 있는 것에 비해 2세대 AE형은 4호차에 설치되어 있다. 서비스 코너에는 청량 음료 자동 판매기와 자동 체외식 제세동기(AED)가 설치되어 있다.
화장실은 베이비 체어나 기저귀 교환대·오스트 메이트 기능을 갖춘 다기능 양변기와 남성용 소변기·세면소가 5호차에 설치되어 있다. 남성용 소변 변기는 프랑스산의 것을 채용하는 등 화장실 내의 디자인에도 유의하여 기존 열차 화장실에 없는 공간 연출을 노렸다. 양식 변기의 오물 처리 방식은 청수 공압식이다.
또한 긴급시에 대비한 탈출용 사다리를 1호차·3호차·6호차·8호차에 설치했다.

#### 운전대

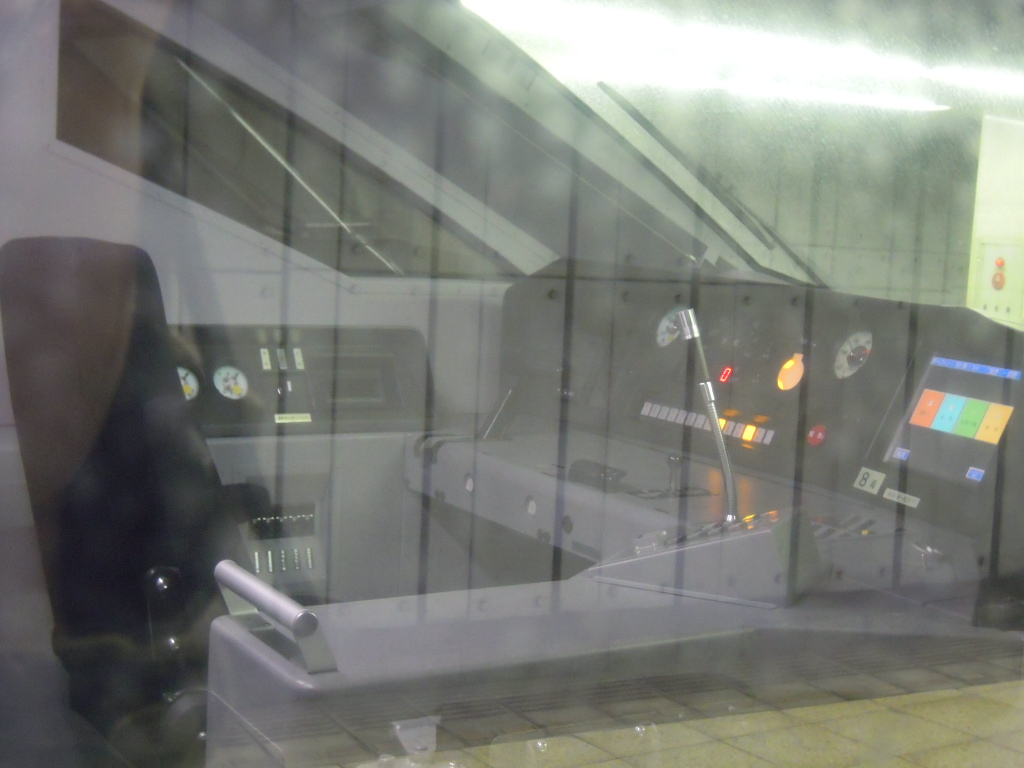
운전석

운전대의 주간 제어기는 왼손 조작의 원핸들식(역행과 제동을 1개의 핸들로 조작하는 방식)을 채용했다. 제의 단수는 기존의 5단과 달리 7단이다. 또한 50km/h 이상일 때 마스콘을 베어의 절의 위치로 되돌리고 그 다음에 운전대 우측의 정속 스위치로 일정한 속도를 유지하는 것이 가능한 정속 제어 장치를 채용했다.

## 주요 기기
제어 장치는 농형 3상 유도전동기 4대를 1군으로 제어하는 VVVF(가변 전압 가변 주파수 제어) 인버터로, 2호차 4호차 8호차에 2군 분을 탑재한다. 주회로는 2레벨식으로 인버터 장치의 주변환 소자는 IGBT이다. 토크 제어에 벡터 제어를 채용함으로써 원활한 가감속이 가능하다.
보조 전원 장치는 3상 교류 440 V, 210 kVA 용량의 IGBT 소자 정지형 인버터(SIV)를 3호차와 7호차에 탑재했다. 이들의 제어 기기나 보조 전원 장치 등의 냉매로는 순수한 물을 사용하여 환경 부담 경감을 꾀하고 있다.
고속 주행에 대응하기 위해 주전동기는 AE100형보다 강력한 1시간 정격 출력 175 kW의 TDK-6070-A형 3상 교류 유도전동기(단자 전압 1,100 V, 전류 122 A주파수 107 Hz, 정격 출력 175 kW, 정격 회전수 3,155 rpm)를 채용하고 기어비는 19:93(4.89)으로 설정했다. 고속 성능을 크게 취한 만큼 기동가속도는 게이세이의 차량에서는 간만에 낮아진 2.0 km/h/s이다.
대차는 게이세이 최초의 볼스터리스 대차를 채용하고 있다. 또한 액슬 박스 지지 장치는 모노 링크식을 채택했으며 축 스프링이 있는 볼륨의 후방에는 축 댐퍼를 탑재하고 있다. 이 대차는 3500형(1량)과 3700형(8량 1편성 전 대차)에서 시험을 실시한 볼스터리스 대차의 시험 결과 및 같은 모델의 시험에 의한 대차 회전 시험을 기반으로 개량하고 있다. 또한 선두차에는 대규모 사철에서 처음으로 풀 액티브 서스펜션을 채용하고 대차에 설치된 요댐퍼와 함께 차체의 동요를 완화하여 승차감을 향상시키고 있다.
제동 장치는 회생제동을 병용한 전기지령식 공기제동을 채용하고 고속 주행에 대응한 제동 장치로 동력 대차(전동기로 구동되는 대차)에는 유압으로 동작하는 캘리퍼식 디스크 제동을, 구동축이 없는 부수 대차에는 공압으로 동작하는 지렛대식 디스크 제동을 채용했다.
집전 장치(팬터그래프)는 PT7131-C형 싱글암식을 짝수호차에 1대씩 탑재한다. 팬터그래프의 접은 높이는 지상에서 4,050 mm가 되었다. 고속 주행에 대응하여 이선 방지를 위한 오일 댐퍼를 설치했으며 팬터 상승 검지 장치로 팬터그래프의 상태 확인을 운전대 모니터 화면으로 하는 것이 가능하도록 했다.
냉방 장치는 집중식을 각 차량의 지붕에 1기 탑재한다. 능력은 41.86 kW(36,000 kcal/h)이다. 난방은 좌석 아래 현수식 가열기 외에 혹한기의 실내 온도 조기 상승 목적으로 냉방 장치에 전열 히터를 탑재하고 있다.
전동 공기 압축기(CP)는 스크롤식(1,600 l/min)으로 1호차와 6호차에 각 1대 탑재한다.

## 운용
2010년 7월 17일에 영업 운행을 시작했다. 나리타 공항선을 통한 '스카이라이너'를 중심으로 러시아워에는 본선 경유의 '모닝라이너'·'이브닝라이너'에서도 운용된다. 2010년 12월 31일부터 2011년 설날까지 철야 운행은 해당 형식에 의한 '시티 라이너'의 운행으로 되었다.
인바니혼이다이 역-공항 제2빌딩역간에서 재래선에서는 일본 국내 최고인 160km/h 운전을 하고 있다.

## 그 밖의 내용
2010년 9월 11일에 TV 아사히 계열에서 방송된 TV 프로그램 『Directors TV 3』에서 본 계열의 수송 형태가 공개되었다.
2010년 9월 29일 게이세이의 철도 차량에서는 최초의 굿 디자인상을 수상한데 이어 2011년 5월 24일에는 초대 AE형에 이어 두번째 데쓰도토모노카이 블루리본상을 수상했다.

## 같이 보기
- 동일본 여객철도 E259계 전동차
- 게이세이 나리타 공항선
- 나리타 고속철도 액세스